# Mario Yepes
Mario Alberto Yepes Díaz (Cali, 13 de enero de 1976) es un exfutbolista y entrenador colombiano.  A lo largo de su carrera, Yepes se destacó como uno de los defensores más sólidos de la selección colombiana, con una notable presencia tanto en clubes de renombre como en competiciones internacionales. Jugó en equipos de alto nivel como el River Plate de Argentina, el AC Milan de Italia y el París Saint-Germain de Francia, consolidándose como un líder dentro y fuera del campo. Su inteligencia táctica, fortaleza física y capacidad para anticipar jugadas lo convirtieron en un referente.
Fue capitán de la selección colombiana, con la cual disputó 102 partidos; siendo el cuarto jugador con más partidos internacionales  detrás de David Ospina, Carlos Valderrama y Juan Guillermo Cuadrado.

## Jugador
Después de formarse durante ocho años en la Escuela de Fútbol Carlos Sarmiento Lora comenzó su carrera profesional en el equipo Cortuluá de la Segunda División del fútbol colombiano, en 1994. Inicialmente, jugaba como delantero pero aprovechando su estatura pasó a jugar de defensa central donde se ha destacado.

### Deportivo Cali
En 1997 pasó a la primera división con el club Deportivo Cali, con el que consiguió el campeonato nacional en 1998 y el subcampeonato de la Copa Libertadores de América en 1999, fue en el Cali donde alcanzó un nivel notable siendo empezados a reconocer sus famosos quites deslizantes, su excelente forma para ganar balones aéreos que llamó la atención de varios equipos de suramericanos por su también excelente actuación en la Copa Libertadores de 1999 disputando y perdiendo en la final con el Palmeiras brasileño.

### River Plate
Su pase fue vendido al club River Plate de Argentina donde obtuvo varios títulos como el Torneo Apertura de 1999 y el Torneo Clausura de 2000. En la Copa Libertadores de 2000 fue eliminado por Boca Juniors, y Mario recibió por parte de Juan Román Riquelme "el caño más espectacular de los últimos años en el mundo del fútbol", según fue elegido en una votación del diario Marca. Este hecho, por más contradictorio que suene, le dio mayor reconocimiento al jugador a nivel mundial. En el 2001 hizo parte del Equipo Ideal de América, para después ser transferido a Europa al FC Nantes a fines del 2002.

### FC Nantes
En FC Nantes tuvo una destacada actuación, ya que fue en este equipo en donde se lo apodó como “El Rey”, siendo uno de los mejores defensores de la primera división de Francia. Esto le permitió pasar a mediados del 2004 al club Paris Saint-Germain.

### París Saint Germain
Llega al Paris Saint-Germain por 9,5 millones de euros, y después de cuatro temporadas en París y ganar la Copa de Francia de 2006, el defensor central colombiano abandona el equipo.

### Chievo Verona
Yepes jugó dos temporadas en el Chievo Verona, en las que jugaría 64 partidos y anotaría 2 goles. Era el capitán del equipo.
Después de su buen paso por el Chievo y de buenas actuaciones es transferido al AC Milan.

### AC Milan

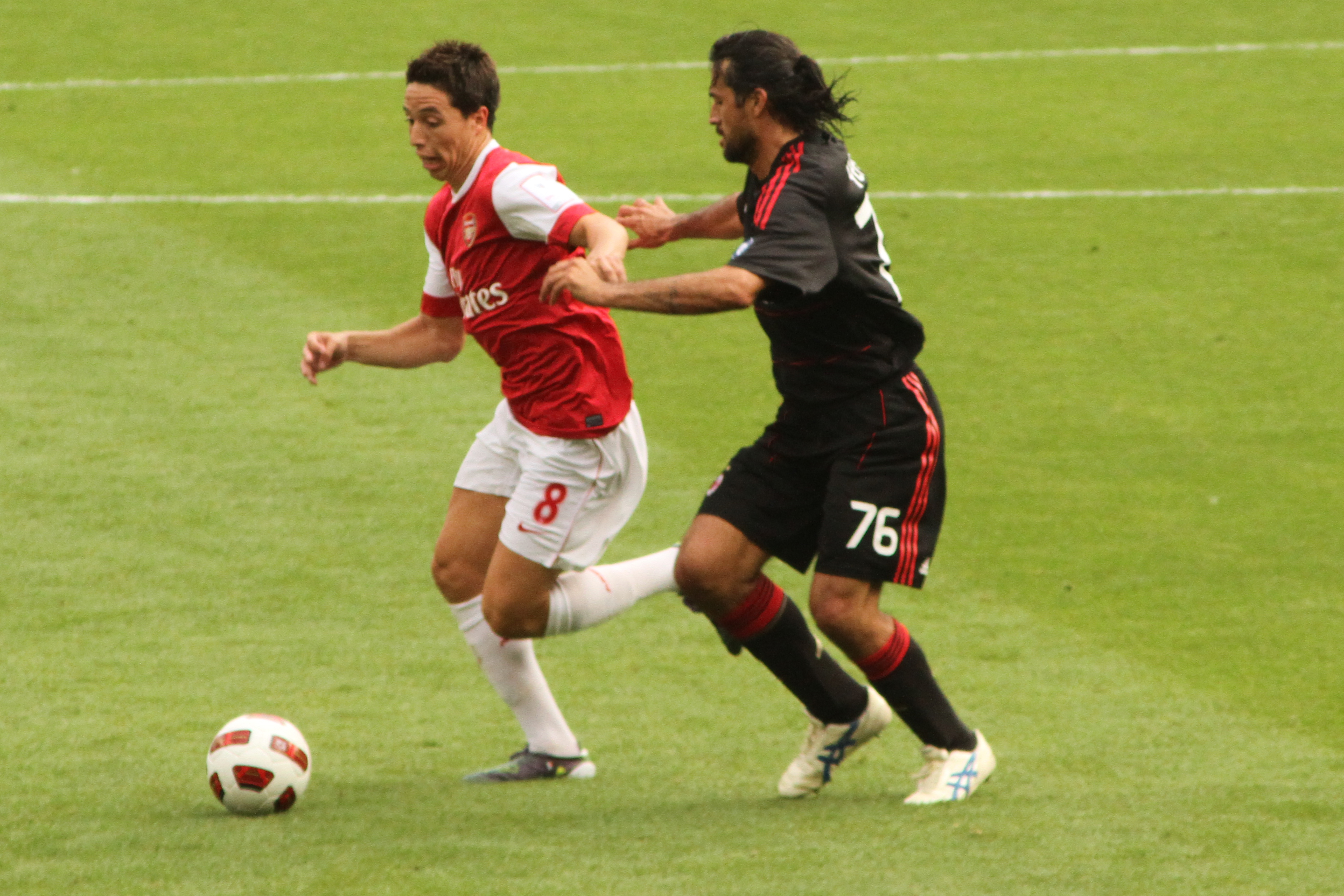
Mario Yepes disputando un balón con el jugador Samir Nasri.

Luego en las negociaciones de verano de 2010 antes del mundial se confirmó su paso al AC Milan por 1 millón de euros, convirtiéndose así en el primer colombiano en fichar por el club rossonero. Su debut con el AC Milan fue el 7 de noviembre de 2010 enfrentando al AS Bari de visitante con una victoria de su equipo 2 a 3. El 8 de diciembre pierde su equipo 2 a 0 contra el Ajax de Ámsterdam en la Liga de Campeones de la UEFA en el que Mario fue titular en el partido. Al final de la temporada se corona campeón de la serie A.
El 23 de octubre de 2011 inició el partido como suplente en el partido contra el Lecce y entró en lugar de Thiago Silva. Cuando el partido se encontraba 3-3, Yepes recibió un centro preciso de Cassano y convirtió el cuarto gol de su equipo con un remate de cabeza, dándole la victoria al Milan por 4-3. El 9 de diciembre de 2012, fue capitán del Milan en un partido en el que su equipo le ganó 4-2 al Torino. El 13 de diciembre de 2012, mientras el Milan se encontraba disputando los octavos de final de la Copa Italia frente a Reggina, Yepes fue el autor del primer gol que significó la clasificación a los cuartos de final de dicha competencia. El gol lo hizo de cabeza y se lo dedicó al fallecido arquero colombiano Miguel Calero. Finalmente el encuentro finalizó 3-0 a favor de los rossoneros.

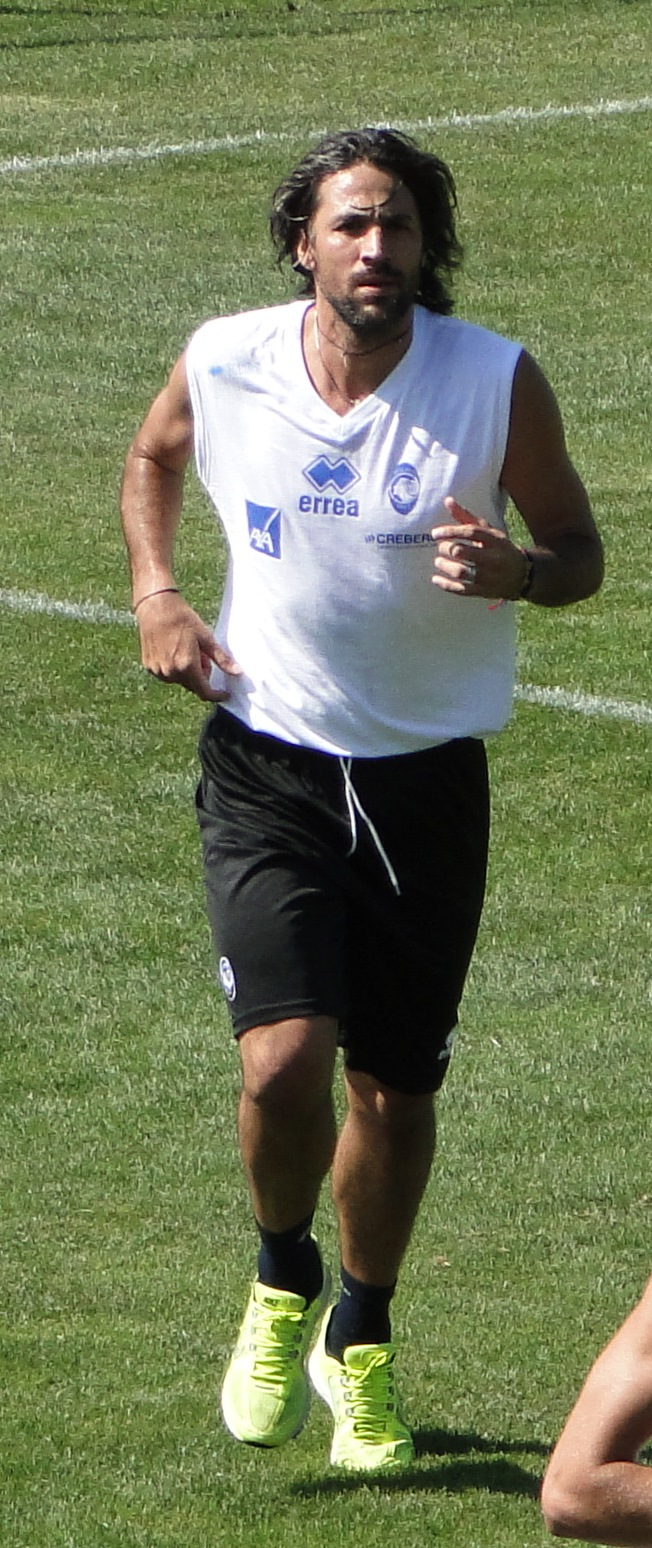
Mario Yepes entrenando con el Atalanta.

### Atalanta
Luego de su paso por el equipo rossonero, sigue su carrera en la Serie A de Italia, pero en este caso, con el Atalanta para asegurar continuidad y llegar en buen estado a la Copa Mundial de Fútbol 2014. Luego de esta competición, y luego de un gran rendimiento en ella, se hicieron fuertes los rumores de su pase a Independiente.
En agosto de 2014, confirma mediante un acuerdo de palabra su incorporación al Diablo de Avellaneda, Independiente, pero horas después, rechazaría la oferta que haría este club, debido a asuntos familiares.

### San Lorenzo
El 12 de septiembre de 2014 es confirmada su llegada al club argentino, para disputar el Mundial de Clubes 2014, además de haber firmado contrato por un año y medio.
Su equipo llegó a la final del Mundial de Clubes 2014 en el que enfrentaron al Real Madrid de su compatriota James Rodríguez, el partido lo perdieron 2 - 0 y serían subcampeones.
En 2015, disputaría la Copa Libertadores en donde San Lorenzo quedaría eliminado en fase de grupos. Logró el subcampeonato del torneo de liga y la clasificación a la Copa Libertadores 2016.
El 18 de noviembre de 2015, le pondría el punto final a su estadía en San Lorenzo de Almagro.

### Retiro
El 20 de enero de 2016, Yepes anuncia su retiro organizando una conferencia de prensa en su natal Cali, en donde anunció el fin de su carrera futbolística.

## Entrenador

### Deportivo Cali
El 23 de abril de 2016 fue presentado como nuevo DT del Deportivo Cali. Es anunciado a mutuo acuerdo su desvinculación del Deportivo Cali el 7 de marzo de 2017 tras los malos resultados.

## Selección nacional

#### Participaciones enEliminatorias al Mundial
| Eliminatorias                               | Sede del Mundial       | Posición               | Resultado   | PJ | GA | Asis |
| ------------------------------------------- | ---------------------- | ---------------------- | ----------- | -- | -- | ---- |
| Eliminatorias Mundial de Corea y Japón 2002 | Corea del Sur y Japón  | 6°lugar 27pts          | Eliminado   | 13 | 0  | 0    |
| Eliminatorias Mundial de Alemania 2006      | Alemania               | 6°lugar 24pts          | Eliminado   | 17 | 1  | 0    |
| Eliminatorias Mundial de Sudáfrica 2010     | Sudáfrica              | 7°lugar 23pts          | Eliminado   | 9  | 0  | 0    |
| Eliminatorias Mundial de Brasil 2014        | Brasil                 | 2°lugar 30pts          | Clasificado | 12 | 2  | 0    |
| Total en Eliminatorias                      | Total en Eliminatorias | Total en Eliminatorias | 1/4         | 51 | 3  | 0    |

#### Participaciones enCopas América
| Copa América           | Sede                   | Resultado              | PJ | GA | Asis |
| ---------------------- | ---------------------- | ---------------------- | -- | -- | ---- |
| Copa América 1999      | Paraguay               | Cuartos de final       | 1  | 0  | 0    |
| Copa América 2001      | Colombia               | Campeón                | 6  | 0  | 0    |
| Copa América 2007      | Venezuela              | Fase de grupos         | 2  | 0  | 0    |
| Copa América 2011      | Argentina              | Cuartos de final       | 4  | 0  | 0    |
| Total en Copas América | Total en Copas América | Total en Copas América | 13 | 0  | 0    |

#### Participaciones enCopa Confederaciones
| Copa Confederaciones      | Sede    | Resultado     | PJ | GA | Asis |
| ------------------------- | ------- | ------------- | -- | -- | ---- |
| Copa Confederaciones 2003 | Francia | Cuarto puesto | 5  | 1  | 0    |

#### Participaciones enCopas del Mundo
| Mundial                | Sede   | Resultado        | PJ | GA | Asis |
| ---------------------- | ------ | ---------------- | -- | -- | ---- |
| Mundial de Brasil 2014 | Brasil | Cuartos de Final | 4  | 0  | 0    |

#### Goles internacionales
| # | Fecha                   | Lugar                                                          | Rival         | Gol | Resultado | Competición                                    |
| - | ----------------------- | -------------------------------------------------------------- | ------------- | --- | --------- | ---------------------------------------------- |
| 1 | 20 de junio de 2003     | Stade Gerland, Lyon, Francia                                   | Nueva Zelanda | 2-1 | 3-1       | Copa Confederaciones 2003                      |
| 2 | 17 de noviembre de 2004 | Estadio Metropolitano Roberto Meléndez, Barranquilla, Colombia | Bolivia       | 1-0 | 1-0       | Eliminatorias Mundial de Alemania Mundial 2006 |
| 3 | 31 de mayo de 2005      | Giants Stadium, Estados Unidos                                 | Inglaterra    | 1-2 | 2-3       | Amistoso                                       |
| 4 | 23 de junio de 2007     | Estadio Metropolitano Roberto Meléndez, Barranquilla, Colombia | Ecuador       | 2-1 | 3-1       | Amistoso                                       |
| 5 | 15 de octubre de 2013   | Estadio Defensores del Chaco, Paraguay                         | Paraguay      | 1-1 | 1-2       | Eliminatorias Mundial de Brasil Mundial 2014   |
| 6 | 15 de octubre de 2013   | Estadio Defensores del Chaco, Paraguay                         | Paraguay      | 1-2 | 1-2       | Eliminatorias Mundial de Brasil Mundial 2014   |

### Participaciones enCopas América
El año 2001, Yepes disputó la Copa América celebrada en Colombia, dónde se alzó con el triunfo en terreno local. También estuvo presente en la Copa América 1999 celebrada en Paraguay donde Colombia alcanzó los cuartos de final. En el año 2007, también participó en la Copa América celebrada en Venezuela.
Hernán "Bolillo" Gómez, entrenador de Colombia en aquel entonces, citó a Yepes para que fuera el capitán del equipo durante la Copa América celebrada en Argentina en el año 2011 donde "los cafeteros" fueron vencidos por Perú 2-0 en los cuartos de final luego de haber jugado contra Costa Rica, Argentina y Bolivia en la fase de grupos.
| Copa América           | Sede                   | Resultado              | PJ | GA | Asis |
| ---------------------- | ---------------------- | ---------------------- | -- | -- | ---- |
| Copa América 1999      | Paraguay               | Cuartos de final       | 1  | 0  | 0    |
| Copa América 2001      | Colombia               | Campeón                | 6  | 0  | 0    |
| Copa América 2007      | Venezuela              | Fase de grupos         | 2  | 0  | 0    |
| Copa América 2011      | Argentina              | Cuartos de final       | 4  | 0  | 0    |
| Total en Copas América | Total en Copas América | Total en Copas América | 13 | 0  | 0    |

### Participaciones enCopa Confederaciones
Después de Colombia ganar la Copa América 2001, tuvo derecho a jugar la Copa Confederaciones 2003 celebrada en Francia. Colombia alcanzó el cuarto puesto, y Yepes logró marcar su primer gol con la selección Colombia ante la Nueva Zelanda en la fase de grupos, siendo este un golazo de chilena, en donde el resultado final del partido fue a favor del combinado cafetero por 3-1. También estuvo presente en el partido ante Camerún donde falleció Marc-Vivien Foé.
| Copa Confederaciones      | Sede    | Resultado     | PJ | GA | Asis |
| ------------------------- | ------- | ------------- | -- | -- | ---- |
| Copa Confederaciones 2003 | Francia | Cuarto puesto | 5  | 1  | 0    |

### Participaciones enEliminatorias al Mundial

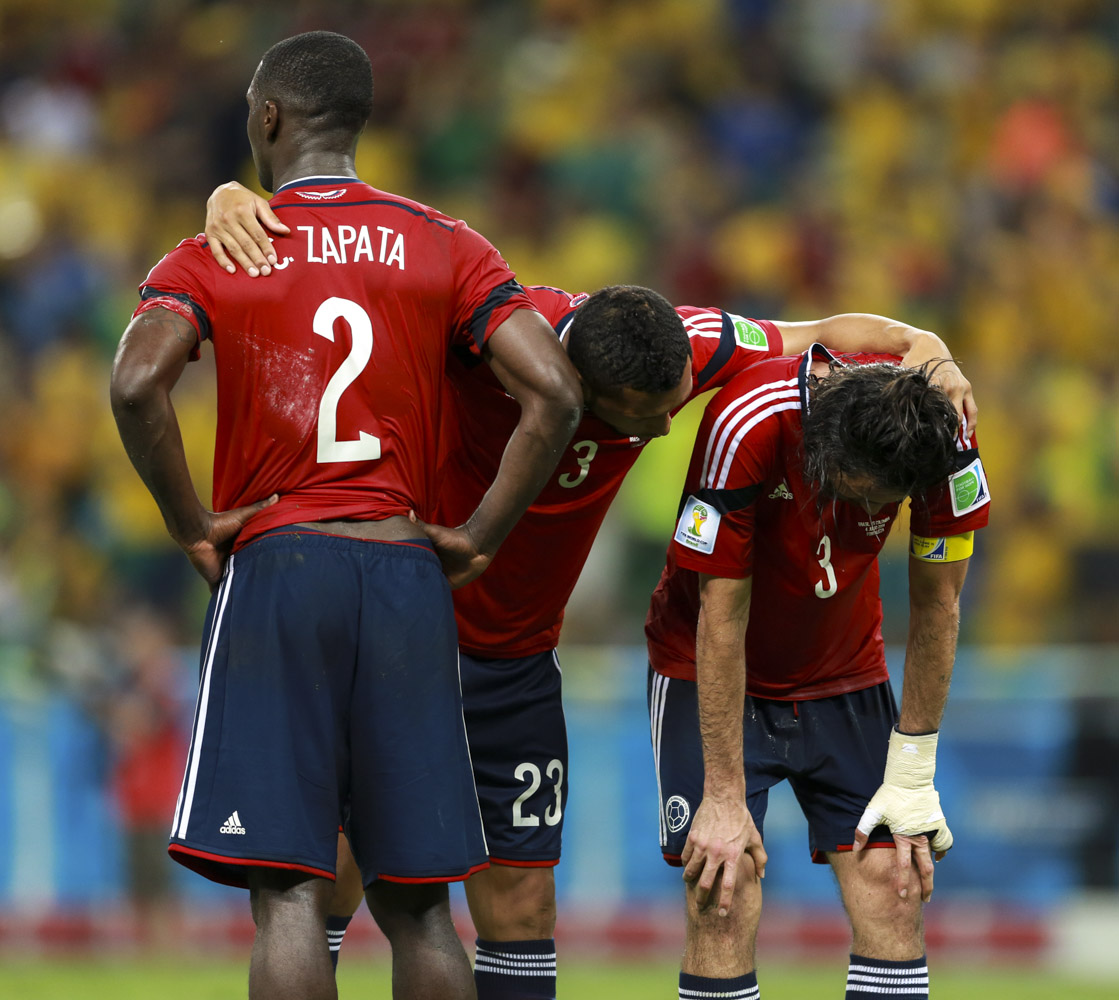
Mario Yepes luego de la derrota de Colombia en Brasil 2014 con Cristian Zapata.

Yepes es de los jugadores que más partidos ha disputado con la selección de Colombia. Debutó en 1999 y fue incluido por Francisco Maturana para disputar la Copa América 2001, que a la postre resultaría ganando la selección Colombiana.
Mario Alberto Yepes fue convocado para las Eliminatorias al Mundial de Corea-Japón 2002, a las Eliminatorias del Mundial de Alemania 2006 por el entrenador Reinaldo Rueda, donde logró anotarle un gol a Bolivia el 14 de noviembre de 2004 y también fue citado por Jorge Luis Pinto y Eduardo Lara para encarar las eliminatorias al Mundial de Sudáfrica 2010, portando la cinta de capitán; aunque el sueño de clasificar al mundial siempre se esfumó en las últimas fechas.
Una vez más, Después de la salida de "Bolillo" Gómez de la selección nacional, Leonel Álvarez convoca nuevamente a Yepes para disputar las eliminatorias al Mundial de Brasil 2014, aunque sería removido de su cargo en la tercera fecha después de la derrota sufrida ante Argentina en Barranquilla.
Luego llegó el argentino José Pékerman como nuevo entrenador de la Selección Colombia quien llamó de inmediato a Yepes para encarar el resto de las eliminatorias al Mundial de Brasil 2014 donde "los cafeteros" clasificaron segundos en su zona, solo por detrás de Argentina.

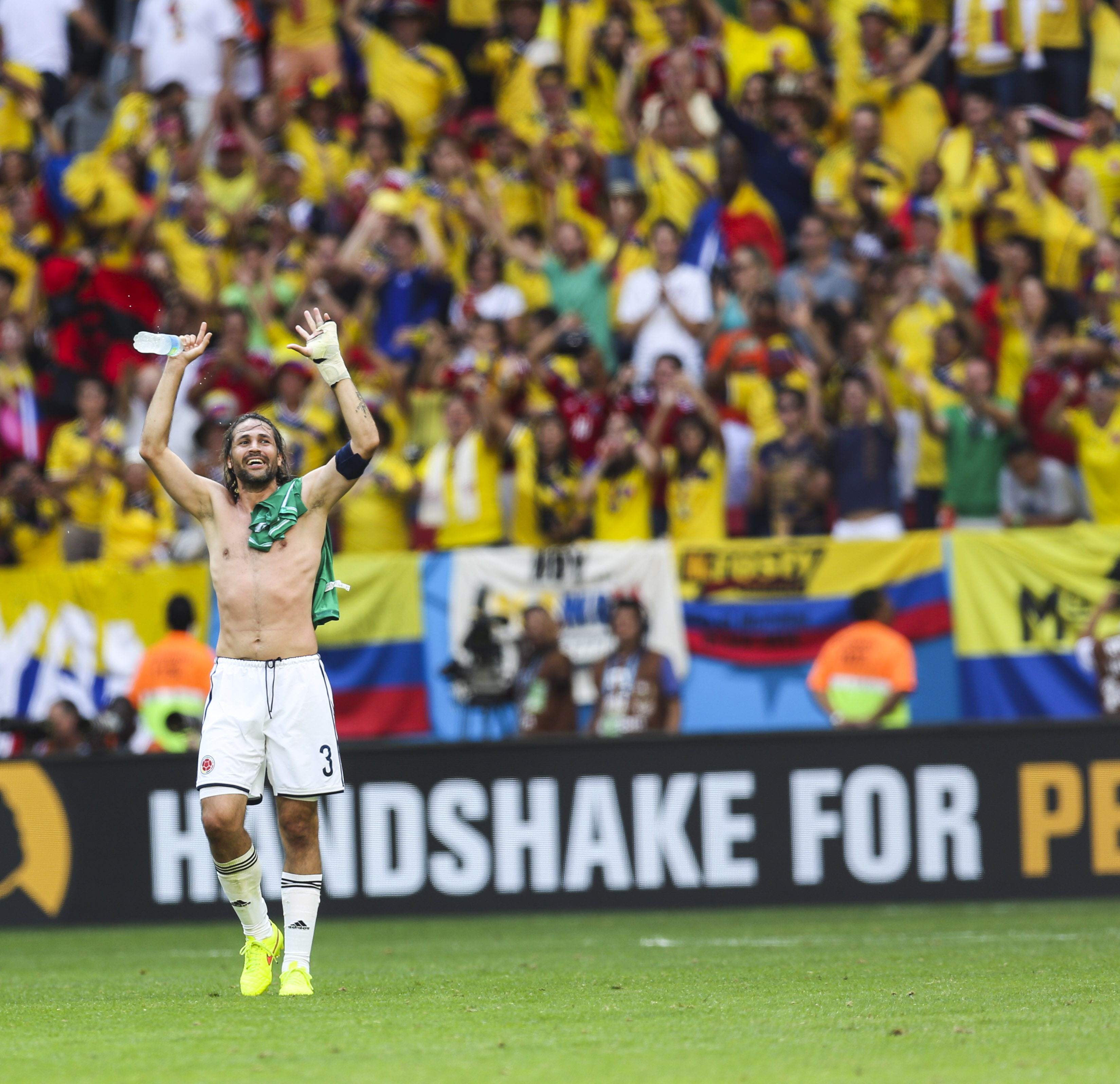
Mario Yepes con Colombia en Brasil 2014.

El 15 de octubre de 2013, en la última fecha de dichas eliminatorias, Colombia visitó a Paraguay y lo venció 1-2 en Asunción siendo Yepes el autor de los 2 goles para la Selección de Colombia, permitiendo así que los "cafeteros" alcanzáran 30 puntos y lográran ser cabeza de serie en la Copa Mundial de Fútbol de 2014.
| Eliminatorias                               | Sede del Mundial       | Posición               | Resultado   | PJ | GA | Asis |
| ------------------------------------------- | ---------------------- | ---------------------- | ----------- | -- | -- | ---- |
| Eliminatorias Mundial de Corea y Japón 2002 | Corea del Sur y Japón  | 6°lugar 27pts          | Eliminado   | 13 | 0  | 0    |
| Eliminatorias Mundial de Alemania 2006      | Alemania               | 6°lugar 24pts          | Eliminado   | 17 | 1  | 0    |
| Eliminatorias Mundial de Sudáfrica 2010     | Sudáfrica              | 7°lugar 23pts          | Eliminado   | 9  | 0  | 0    |
| Eliminatorias Mundial de Brasil 2014        | Brasil                 | 2°lugar 30pts          | Clasificado | 12 | 2  | 0    |
| Total en Eliminatorias                      | Total en Eliminatorias | Total en Eliminatorias | 1/4         | 51 | 3  | 0    |

### Participaciones enCopas del Mundo
El 13 de mayo de 2014 fue incluido por el entrenador José Pekerman en la lista preliminar de 30 jugadores con miras al Mundial de Brasil 2014. Finalmente, fue seleccionado en la nómina definitiva de 23 jugadores el 2 de junio.
Fue el capitán de Colombia en el mundial de Brasil donde su selección cayó 2-1 ante el local en los cuartos de final, luego de haber superado a Uruguay por 2-0 en los octavos de final. Durante el partido de Colombia VS Brasil por un cupo a las semifinales se le robó un gol totalmente válido, dejando sin posibilidades a Colombia de enfrentarse contra Alemania que finalmente golea 7-1 a la anfitriona del mundial
Después de participar en el Mundial de Brasil 2014 anuncia su retiro con 38 años de edad.
| Mundial                | Sede   | Resultado        | PJ | GA | Asis |
| ---------------------- | ------ | ---------------- | -- | -- | ---- |
| Mundial de Brasil 2014 | Brasil | Cuartos de final | 4  | 0  | 0    |

## Estadísticas

### Como jugador
Según referencias: 
| Club                        | Temporada           | Liga     | Liga  | Copas nacionales | Copas nacionales | Copas internacionales | Copas internacionales | Total    | Total |
| Club                        | Temporada           | Partidos | Goles | Partidos         | Goles            | Partidos              | Goles                 | Partidos | Goles |
| --------------------------- | ------------------- | -------- | ----- | ---------------- | ---------------- | --------------------- | --------------------- | -------- | ----- |
| Cortuluá · Colombia         | 1994                | 4        | 0     | -                | -                | -                     | -                     | 4        | 0     |
| Cortuluá · Colombia         | 1995                | 15       | 0     | -                | -                | -                     | -                     | 15       | 0     |
| Cortuluá · Colombia         | 1995–96             | 40       | 4     | -                | -                | -                     | -                     | 40       | 4     |
| Cortuluá · Colombia         | 1996–97             | 17       | 3     | -                | -                | -                     | -                     | 17       | 3     |
| Cortuluá · Colombia         | Total               | 76       | 7     | 0                | 0                | 0                     | 0                     | 76       | 6     |
| Deportivo Cali · Colombia   | 1997                | 32       | 4     | -                | -                | -                     | -                     | 32       | 4     |
| Deportivo Cali · Colombia   | 1998                | 48       | 6     | -                | -                | -                     | -                     | 48       | 6     |
| Deportivo Cali · Colombia   | 1999                | 13       | 1     | -                | -                | 12                    | 0                     | 25       | 1     |
| Deportivo Cali · Colombia   | Total               | 93       | 11    | 0                | 0                | 12                    | 0                     | 105      | 11    |
| River Plate Argentina       | 1999–2000           | 29       | 2     | -                | -                | 10                    | 0                     | 39       | 2     |
| River Plate Argentina       | 2000–01             | 33       | 2     | -                | -                | 15                    | 3                     | 48       | 5     |
| River Plate Argentina       | 2001–02             | 14       | 2     | -                | -                | -                     | -                     | 14       | 2     |
| River Plate Argentina       | Total               | 76       | 6     | 0                | 0                | 25                    | 3                     | 101      | 9     |
| Nantes Francia              | 2001–02             | 11       | 0     | 1                | 0                | 2                     | 0                     | 14       | 0     |
| Nantes Francia              | 2002–03             | 33       | 2     | 3                | 1                | -                     | -                     | 36       | 3     |
| Nantes Francia              | 2003–04             | 29       | 0     | 9                | 3                | 2                     | 1                     | 35       | 4     |
| Nantes Francia              | Total               | 73       | 2     | 13               | 4                | 4                     | 1                     | 90       | 7     |
| Paris Saint-Germain Francia | 2004–05             | 32       | 3     | 3                | 1                | 4                     | 0                     | 39       | 4     |
| Paris Saint-Germain Francia | 2005–06             | 32       | 4     | 6                | 0                | 0                     | 0                     | 38       | 4     |
| Paris Saint-Germain Francia | 2006–07             | 24       | 1     | 5                | 0                | 3                     | 0                     | 32       | 1     |
| Paris Saint-Germain Francia | 2007–08             | 27       | 0     | 7                | 1                | 3                     | 0                     | 37       | 1     |
| Paris Saint-Germain Francia | Total               | 115      | 8     | 21               | 2                | 10                    | 0                     | 146      | 10    |
| Chievo Verona · Italia      | 2008–09             | 32       | 0     | 0                | 0                | -                     | -                     | 32       | 0     |
| Chievo Verona · Italia      | 2009–10             | 31       | 1     | 1                | 0                | -                     | -                     | 32       | 1     |
| Chievo Verona · Italia      | Total               | 63       | 1     | 1                | 0                | 0                     | 0                     | 64       | 1     |
| A.C. Milán · Italia         | 2010–11             | 13       | 0     | 2                | 0                | 2                     | 0                     | 17       | 0     |
| A.C. Milán · Italia         | 2011–12             | 11       | 1     | 0                | 0                | 0                     | 0                     | 11       | 1     |
| A.C. Milán · Italia         | 2012–13             | 14       | 0     | 1                | 1                | 3                     | 0                     | 18       | 1     |
| A.C. Milán · Italia         | Total               | 38       | 1     | 3                | 1                | 5                     | 0                     | 46       | 2     |
| Atalanta · Italia           | 2013–14             | 24       | 0     | 2                | 0                | 0                     | 0                     | 26       | 0     |
| San Lorenzo Argentina       | 2014–15             | 31       | 0     | 1                | 0                | 7                     | 0                     | 39       | 0     |
| Total en su carrera         | Total en su carrera | 589      | 36    | 41               | 7                | 63                    | 4                     | 693      | 47    |

#### Selección
Según referencia: 
| Selección         | Año   | Partidos | Goles |
| ----------------- | ----- | -------- | ----- |
| Colombia sub-20   |       | 29       | 2     |
| Total             | Total | 29       | 2     |
| Colombia absoluta | 1999  | 3        | 0     |
| Colombia absoluta | 2000  | 9        | 0     |
| Colombia absoluta | 2001  | 13       | 0     |
| Colombia absoluta | 2003  | 12       | 1     |
| Colombia absoluta | 2004  | 7        | 1     |
| Colombia absoluta | 2005  | 7        | 1     |
| Colombia absoluta | 2007  | 5        | 1     |
| Colombia absoluta | 2008  | 3        | 0     |
| Colombia absoluta | 2009  | 9        | 0     |
| Colombia absoluta | 2010  | 6        | 0     |
| Colombia absoluta | 2011  | 9        | 0     |
| Colombia absoluta | 2012  | 5        | 0     |
| Colombia absoluta | 2013  | 7        | 2     |
| Colombia absoluta | 2014  | 7        | 0     |
| Total             | Total | 102      | 6     |
| Total             | Total | 131      | 8     |

### Como entrenador
| Equipo                    | Torneo | Partidos | Partidos | Partidos | Partidos |
| Equipo                    | Torneo | PD       | PG       | PE       | PP       |
| ------------------------- | ------ | -------- | -------- | -------- | -------- |
| Deportivo Cali · Colombia |        |          |          |          |          |
| Apertura 2016             | 9      | 5        | 2        | 2        |          |
| Finalización 2016         | 22     | 10       | 5        | 7        |          |
| Copa Colombia 2016        | 4      | 2        | 1        | 1        |          |
| Apertura 2017             | 8      | 3        | 2        | 3        |          |
| Copa Sudamericana 2017    | 1      | 1        | 0        | 0        |          |
| Total club                | 44     | 21       | 10       | 13       |          |

## Palmarés

### Campeonatos nacionales
| Título                        | Club                | País      | Año    |
| ----------------------------- | ------------------- | --------- | ------ |
| Primera A                     | Deportivo Cali      | Colombia  | 1998   |
| Primera División de Argentina | River Plate         | Argentina | A-1999 |
| Primera División de Argentina | River Plate         | Argentina | C-2000 |
| Copa de Francia               | Paris Saint-Germain | Francia   | 2006   |
| Copa de la Liga               | Paris Saint-Germain | Francia   | 2008   |
| Serie A                       | Milan               | Italia    | 2011   |
| Supercopa de Italia           | Milan               | Italia    | 2011   |

### Campeonatos internacionales
| Título       | Club               | País     | Año  |
| ------------ | ------------------ | -------- | ---- |
| Copa América | Selección Colombia | Colombia | 2001 |

### Distinciones individuales
| Distinción                        | Año  |
| --------------------------------- | ---- |
| Parte del Equipo Ideal de América | 2001 |